# Клуж (окръг)
Клуж е окръг, разположен в западната централна част на Румъния, в сърцето на историческата провинция Трансилвания. Граничи с окръзите Сълаж, Марамуреш, Бистрица-Насауд, Муреш, Алба и Бихор.

## Площ
Окръг Клуж заема площ от 6674 km2, което е 2,8% от територията на Румъния. Населението му е 709 445 души (по приблизителна оценка от януари 2020 г.).

## Релеф
Окръгът е разположен на три големи природни формирования: планината Апусени, платото Сомешан и полето на Трансилвания. Релефът е планинско-хълмист.

## Хидрография
Територията на окръга влиза изцяло в басейна на река Малък Сомеш (рум. Someşului Mic) и частично на реките Ариеш (рум. Arieş) и Кришул Репеде (рум. Crişului Repede). На територията на окръга има естествени езера, както и езера, създали се на мястото на стари солни мини. Има и множество езера, създадени около водно-енергийната система „Сомеш“ (Джилъу, Тарница, Фънтънеле).

## Списък с градовете в окръг Клуж
- Клуж-Напока
- Турда
- Деж
- Къмпиа-Турзий
- Герла
- Хуедин